# Острів Саль-Рей
Острів Саль-Рей (порт. Ilhéu de Sal Rei) — це безлюдний острів біля узбережжя острова Боа-Вішта, Кабо-Верде. Він розташований 1 км на південний захід від столиці острова Сал-Рей. Його площа - 89 га  і його найвища точка - 27 м.  
На острові базальтові та вапнякові скелі, а в захищених місцях є піщані пляжі. Весь острів - пам'ятка природи.  Мис Понта-де-Ескума - найзахідніша точка острова. Вузька протока на північному сході відокремлює її від острова Боа-Віста на 500-600 метрів. На південній околиці острова розташований зруйнований португальський форт герцога Браганського. 

## Маяк Понта да Ескума
На острові є маяк Понта-де-Ескума, побудований в 1888 році, що складалася з бетонної сходи 5 м. Маяк все ще активний, працює на сонячних батареях і робить п'ять спалахів білого або червоного кольорів залежно від напрямку за двадцять секунд, видно до 11 морських миль .  

## Галерея

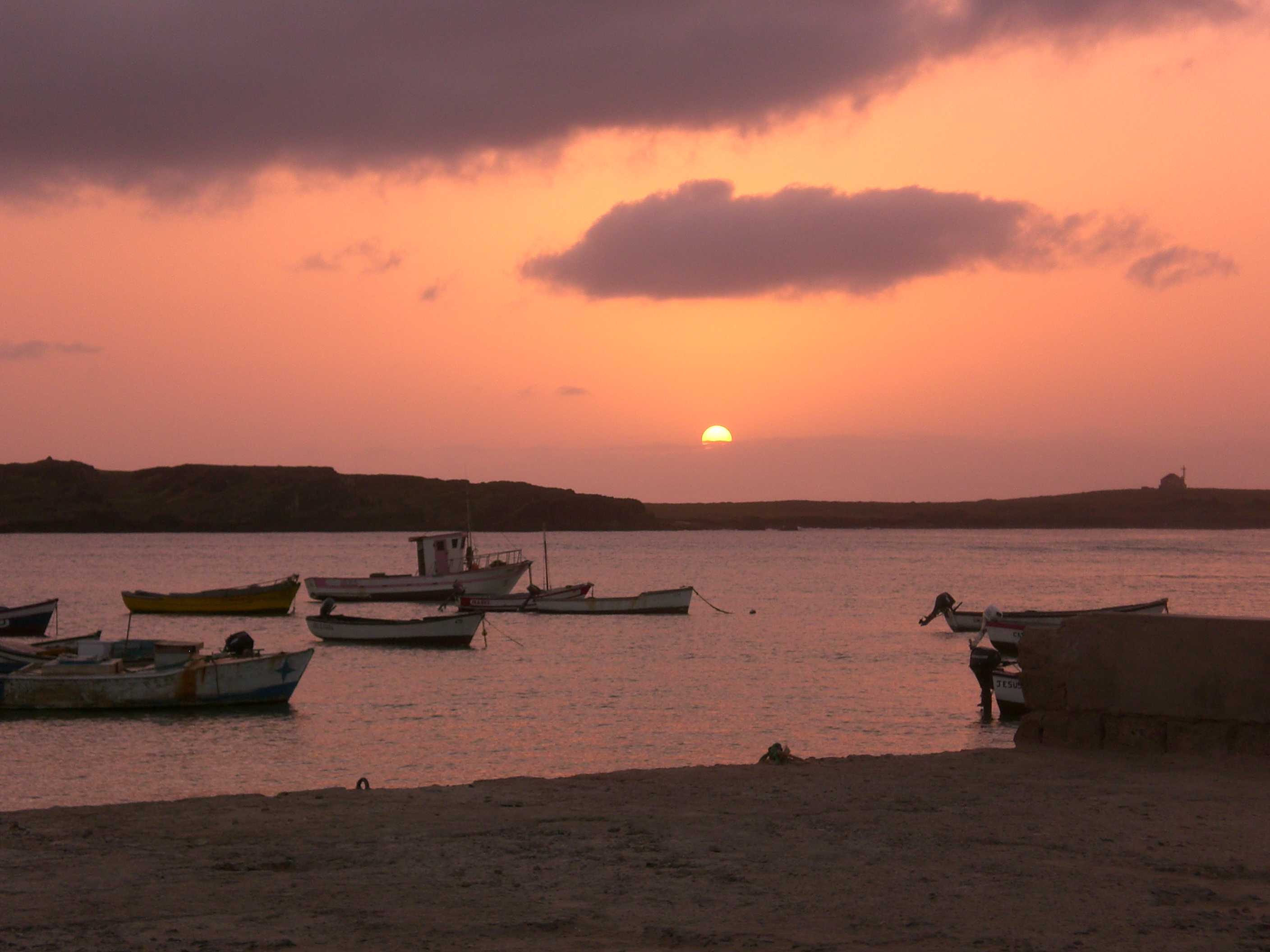
Захід сонця біля острова Саль-Рей